# Kłopotnica
Kłopotnica est une localité polonaise de la gmina de Mirsk, située dans le powiat de Lwówek Śląski en voïvodie de Basse-Silésie.